# NGC 7473
NGC 7473 је спирална галаксија у сазвежђу Пегаз која се налази на NGC листи објеката дубоког неба.
Деклинација објекта је + 30° 9' 36" а ректасцензија 23h 3m 57,1s. Привидна величина (магнитуда) објекта NGC 7473 износи 13,7 а фотографска магнитуда 14,7. NGC 7473 је још познат и под ознакама UGC 12335, MCG 5-54-30, CGCG 496-38, PGC 70373.